# Paula Leiva
Paula Leiva (* 16. Februar 2004) ist eine argentinische Leichtathletin, die im Sprint und Hürdenlauf an den Start geht.

## Sportliche Laufbahn
Erste Erfahrungen bei internationalen Meisterschaften sammelte Paula Leiva im Jahr 2025, als sie bei den Südamerikameisterschaften in Mar del Plata das Finale über 100 m Hürden erreichte, dort aber nicht ins Ziel kam.
2025 wurde Leiva argentinische Meisterin im 100-Meter-Hürdenlauf.

## Persönliche Bestzeiten
- 100 m Hürden: 14,27 s (+0,5 m/s), 29. März 2025 in Concepción del Uruguay